# فيضانات وانهيارات شمال شرق البرازيل 2022
فيضانات وانهيارات شمال شرق البرازيل 2022 حدثت فيضانات وانهيارات طينية في المنطقة الشمالية الشرقية من البرازيل في عام 2022. وكان سببها الأمطار التي ضربت بشكل رئيسي ولاية بيرنامبوكو، ولكن أيضًا في سيرجيبي وألاغواس وبارايبا وريو غراندي دو نورتي. تجاوزت أحجام هطول الأمطار المتوسط الشهري التاريخي في عدة مدن في ثلاثة أيام فقط.

## رد فعل الحكومة

### الولاية
توقع حاكم بيرنامبوكو باولو كامارا تعيين 92 جنديًا جديدًا من لواء إطفاء بيرنامبوكو العسكري لتعزيز أعمال الإغاثة لضحايا الأمطار وصرف 100 مليون ريال لعمليات الإنقاذ. أعلنت الحكومة حالة الطوارئ وكذلك 14 بلدية في منطقة العاصمة الكبرى ريسيفي وطلبت أيضًا دعم القيادة العسكرية الشمالية الشرقية لخدمة البحث والإنقاذ. افتتحت مدينة ريسيفي مدارس ومراكز رعاية نهارية لاستقبال الأسر المحتاجة.

### الفيدرالية
في يوم المأساة أتاح الرئيس جايير بولسونارو مليار ريال للمساعدات الطارئة ولإعادة بناء المنازل. في 30 مايو 2022 حلق الرئيس فوق مكان المأساة بطائرة هليكوبتر لكنه فشل في الهبوط.